# Filmographie de Jennifer Lopez

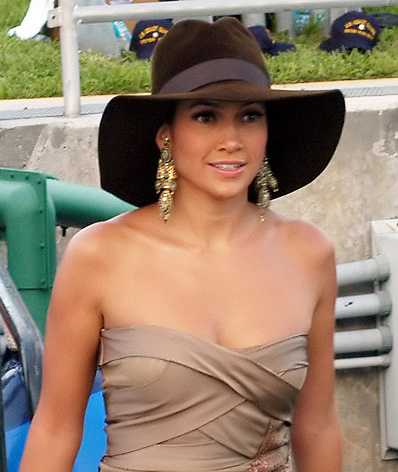
Jennifer Lopez en 2004

Cet article recense la filmographie de Jennifer Lopez en tant qu'artiste et réalisatrice de cinéma.

## Films

### En tant qu'actrice
| Titre                                         | Année | Rôle                | Réalisateur(s)                      |
| --------------------------------------------- | ----- | ------------------- | ----------------------------------- |
| My Little Girl                                | 1986  | Myra                | Connie Kaiserman & David Saperstein |
| Lost in the Wild                              | 1993  | Rosie Romero        | Larry Shaw                          |
| Rêves de famille                              | 1995  | Young Maria         | Gregory Nava                        |
| Money Train                                   | 1995  | Grace Santiago      | Joseph Ruben                        |
| Jack                                          | 1996  | Miss Marquez        | Francis Ford Coppola                |
| Blood and Wine                                | 1996  | Gabriella           | Bob Rafelson                        |
| Selena                                        | 1997  | Selena              | Gregory Nava                        |
| Anaconda                                      | 1997  | Terri Flores        | Luis Llosa                          |
| U-Turn                                        | 1997  | Grace McKenna       | Oliver Stone                        |
| Hors d'atteinte                               | 1998  | Karen Sisco         | Steven Soderbergh                   |
| Fourmiz                                       | 1998  | Azteca (voix)       | Eric Darnell & Tim Johnson          |
| The Cell                                      | 2000  | Catherine Deane     | Tarsem Singh                        |
| Un mariage trop parfait                       | 2001  | Mary Fiore          | Adam Shankman                       |
| Angel Eyes                                    | 2001  | Sharon Pogue        | Luis Mandoki                        |
| Plus jamais                                   | 2002  | Slim Hiller         | Michael Apted                       |
| Coup de foudre à Manhattan                    | 2002  | Marisa Ventura      | Wayne Wang                          |
| Amours troubles                               | 2003  | Ricki               | Martin Brest                        |
| Père et Fille                                 | 2004  | Gertrude Steiney    | Kevin Smith                         |
| Shall We Dance?                               | 2004  | Paulina             | Peter Chelsom                       |
| Sa mère ou moi !                              | 2005  | Charlotte Cantilini | Robert Luketic                      |
| Une vie inachevée                             | 2005  | Jean Gilkyson       | Lasse Hallström                     |
| Les Oubliées de Juarez                        | 2006  | Lauren Adrian       | Gregory Nava                        |
| El Cantante                                   | 2006  | Puchi               | Leon Ichaso                         |
| Manufacturing Dissent                         | 2007  | Elle-même (caméo)   | Rick Caine & Debbie Melnyk          |
| Feel the Noise                                | 2007  | Elle-même (caméo)   | Alejandro Chomski                   |
| Le Plan B                                     | 2010  | Zoe                 | Alan Poul (en)                      |
| Ce qui vous attend si vous attendez un enfant | 2012  | Holly               | Kirk Jones                          |
| L'Âge de glace 4                              | 2012  | Shira (voix)        | Steve Martino & Michael Thurmeier   |
| Parker                                        | 2013  | Leslie Rodgers      | Taylor Hackford                     |
| Un voisin trop parfait                        | 2015  | Claire Peterson     | Rob Cohen                           |
| Lila and Eve                                  | 2015  | Eve Rafael          | Charles Stone III (en)              |
| En route !                                    | 2015  | Lucy Tucci (voix)   | Tim Johnson                         |
| La mère                                       | 2023  |                     |                                     |

### En tant que productrice
| Titre                  | Année | Rôle        | Réalisateur(s)    |
| ---------------------- | ----- | ----------- | ----------------- |
| El Cantante            | 2006  | Productrice | Leon Ichaso       |
| Feel the Noise         | 2007  | Productrice | Alejandro Chomski |
| Un voisin trop parfait | 2015  | Productrice | Rob Cohen         |

## Télévision

### En tant qu'actrice
| Titre                 | Année   | Rôle          | Créateur(s)                           | Épisode(s)                                               |
| --------------------- | ------- | ------------- | ------------------------------------- | -------------------------------------------------------- |
| In Living Color       | 1991-93 | Fly Girl      | Keenen Ivory Wayans                   | Inconnu                                                  |
| Second Chances        | 1993    | Melinda Lopez | Lynn Marie Latham & Bernard Lechowick | 6 épisodes                                               |
| South Central (en)    | 1994    | Lucille       | Ralph Farquhar & Michael Weithorn     | 3 épisodes (Saison 1, épisodes 1, 2 et 4)                |
| Hotel Malibu          | 1995    | Melinda Lopez | Lynn Marie Latham & Bernard Lechowick | 6 épisodes                                               |
| Will & Grace          | 2004    | Elle-même     | David Kohan & Max Mutchnick           | 2 épisodes (Saison 6, épisode 23 et Saison 7, épisode 1) |
| How I Met Your Mother | 2010    | Anita Appleby | Carter Bays & Craig Thomas            | 1 épisode (Saison 5, épisode 17)                         |
| Shades of Blue        | 2015    | Harlee McCord | Adi Hasak                             | 13 épisodes                                              |

### En tant que productrice
| Titre                                  | Année   | Rôle                              |
| -------------------------------------- | ------- | --------------------------------- |
| South Beach                            | 2006    | Productrice exécutive             |
| DanceLife                              | 2007    | Productrice exécutive & Créatrice |
| Como Ama una Mujer                     | 2007    | Productrice exécutive & Créatrice |
| South Beach Tow                        | 2011-14 | Productrice exécutive             |
| Q'Viva! The Chosen                     | 2012    | Productrice exécutive             |
| The Fosters                            | 2013-15 | Productrice exécutive             |
| A Step Away                            | 2007    | Productrice exécutive             |
| Los Jets                               | 2007    | Productrice exécutive             |
| Neighborhood Sessions : Jennifer Lopez | 2007    | Productrice exécutive             |
| Jennifer Lopez) : Dance Again          | 2007    | Productrice exécutive             |
| Shades of Blue                         | 2007    | Productrice exécutive             |

## Courts métrages
| Titre                                 | Année | Rôle         | Réalisateurs(s)                   |
| ------------------------------------- | ----- | ------------ | --------------------------------- |
| Scrat's Continental Crack-Up - Part 2 | 2011  | Shira (voix) | Steve Martino & Michael Thurmeier |

## Jeux vidéo
| Titre                                                              | Année | Rôle         | Développeur(s)        | Éditeur(s) |
| ------------------------------------------------------------------ | ----- | ------------ | --------------------- | ---------- |
| L'Age de Glace 4 : La Dérive des Continents - Jeux de l'Arctique ! | 2012  | Shira (voix) | Behaviour Interactive | Activision |